# Маркус Дюпри
Ма́ркус Дюпри́ (англ. Markus Dupree), настоящее имя Алексе́й Ю́рьевич Ма́етный (род. 31 мая 1988 года, Ленинград, РСФСР, СССР) — американский порноактёр российского происхождения. Лауреат премии AVN Awards 2018 в номинации «Лучший исполнитель года».

## Карьера
Начал карьеру порноактёра в 2007 году. Окончил Санкт-Петербургский институт международных экономических отношений, экономики и права (ИВЭСЭП) факультет международной экономики и права, специалист по связям с общественностью. В 2018 году выиграл 4 премии AVN Awards в том числе «Лучший исполнитель года». В этом же году открыл студию Vogov.
На 2021 год снялся более чем в 2000 порнофильмах.

## Личная жизнь
Воспитывался мамой и бабушкой, которые, по его словам, научили его «относиться к женскому полу с большим уважением». Потерял девственность в 18 лет. Был женат на испанской порноактрисе Бриджит Би. В октябре 2018 года начал встречаться с порноактрисой Отем Фоллс. В 2024 году пара поженилась. Проживает в Лос-Анджелесе, при этом несколько раз в год бывает в Санкт-Петербурге. Увлекается скейтбордингом.

## Награды
- 2017 AVN Award — Лучшая сцена двойного проникновения — Abella (вместе с Миком Блу и Абеллой Дейнджер)[7]
- 2017 AVN Award — Наиболее эпатажная сцена — Holly Hendrix’s Anal Experience (вместе с Адрианой Чечик и Холли Хендрикс)[7]
- 2018 AVN Award — Лучшая анальная сцена — Anal Savages 3 (вместе с Ланой Роудс)[8]
- 2018 AVN Award — Лучшая сцена двойного проникновения — Angela 3 (вместе с Миком Блу и Анджелой Уайт)[8]
- 2018 AVN Award — Лучшая сцена группового секса — Angela 3 (вместе с Ксандер Корвусом, Анджелой Уайт, Джоном Стронгом и Тони Рибасом)[8]
- 2018 AVN Award — Исполнитель года
- 2018 XRCO Awards — Исполнитель года[9]
- 2019 AVN Award — лучшая тройная сексуальная сцена (женщина/женщина/мужчина) — The Corruption of Kissa Sins (вместе с Анджелой Уайт и Киссой Синс)[10]